# 茂内麻結
茂内 麻結（しげない まゆ、2001年11月27日 - ）は、日本の元子役。クラージュ・キッズ所属。身長150cm。千葉県出身

## 出演

### 映画
- 任侠ヘルパー（2012年、東宝） - 仙道真 役

### テレビドラマ
- 宮部みゆきミステリー パーフェクト・ブルー（2012年、TBS） - 蓮見糸子（幼少期） 役
- 土曜ワイド劇場（テレビ朝日）
  - 火災調査官・紅蓮次郎 第13作（2012年） - 三村茜（幼少期） 役
  - ショカツの女〜新宿西署・刑事課強行犯係 第8・9作（2013年 - 2014年） - 水沢比呂 役
- コドモ警視（2013年、TBS）
- 遺留捜査 第1話（2013年、テレビ朝日） - 遠藤麻理子（幼少期） 役
- 軍師官兵衛（2014年、NHK） - 妙春 役
- 花子とアン（2014年、NHK） - 醍醐亜矢子（幼少期） 役
- 近キョリ恋愛〜Season Zero〜（2014年、日本テレビ） - 滝沢美麗（幼少期） 役
- イマジカBS開局20周年記念ドラマ　ひと夏の隣人　（2016年、イマジカBS） - 須藤春奈 役
- 先に生まれただけの僕（2017年、日本テレビ） - 永井由梨 役

### オリジナルビデオ
- ドライブサーガ 仮面ライダーマッハ/仮面ライダーハート（2016年） - 少女 役

### その他
- ごちダン・レシピ（BS朝日）

### CM
- スーパーマリオ バランスブロック
- ニッスイ

### 雑誌
- 成美堂出版 小学生のわくわく工作

### スチール
- 栄光ゼミナール
- ジャスコ
- 三越 七五三
- ロゴス